# Callomphala hoeksemai
Callomphala hoeksemai is een slakkensoort uit de familie van de Skeneidae. De wetenschappelijke naam van de soort werd in 2008 voor het eerst geldig gepubliceerd door Robert Moolenbeek en J. Hoenselaar.